# Jürgen Todebusch
Jürgen Todebusch (* 19. Februar 1944) ist ein ehemaliger deutscher Fußballspieler.

## Werdegang
Der Stürmer Jürgen Todebusch begann seine Karriere beim VfL Schwerte und wechselte in den späten 1960er Jahren zum Regionalligisten VfR Mannheim. Im Sommer 1969 ging Todebusch zum Regionalligaaufsteiger DJK Gütersloh, wo er in 30 Spielen 14 Tore erzielte. Am Saisonende wechselte er zum belgischen Zweitligisten Cercle Brügge, mit dem er 1971 in die höchste Spielklasse aufstieg. Dort kam er in sechs Erstligaspielen auf ein Tor und kehrte im Sommer 1972 nach Deutschland zurück. Er schloss sich dem Landesligisten TSC Eintracht Dortmund an, wo er ab 1975 als Spielertrainer agierte. Später war Todebusch noch als Trainer für den SC Dorstfeld 09 sowie den ETuS Schwerte aktiv.